# Esquí de fons als Jocs Olímpics d'hivern de 2010 - esprint individual femení

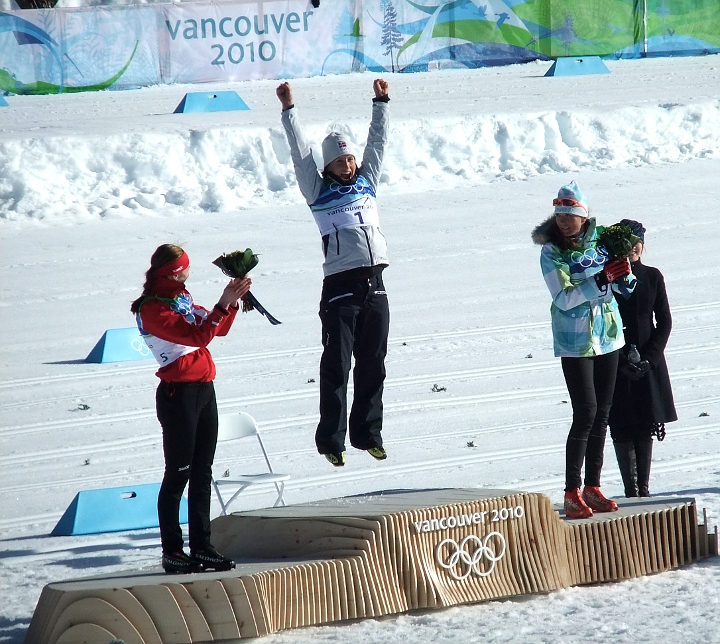
Podi de la prova.

Als Jocs Olímpics d'Hivern de 2010 celebrats a la ciutat de Vancouver (Canadà) es disputà una prova d'esquí de fons en categoria femenina en la modalitat d'esprint individual, que unida a la resta de proves conformà el programa oficial dels Jocs.
Aquesta prova es disputà el 17 de febrer de 2010 a les instal·lacions esportives del Whistler Olympic Park. Hi participaren un total de 54 esquiadores de 27 comitès nacionals diferents.

## Resum de medalles
| Or            | Argent            | Bronze       |
| Marit Bjørgen | Justyna Kowalczyk | Petra Majdič |

## Resultats

### Classificació
| Pos. | Dorsal | Nom                    | CON             | Temps   | Dif.   | Notes |
| ---- | ------ | ---------------------- | --------------- | ------- | ------ | ----- |
| 1    | 2      | Marit Bjørgen          | Noruega         | 3:38.05 | +0.00  | Q     |
| 2    | 18     | Aino-Kaisa Saarinen    | Finlàndia       | 3:38.82 | +0.77  | Q     |
| 3    | 23     | Anna Olsson            | Suècia          | 3:41.95 | +3.90  | Q     |
| 4    | 12     | Magda Genuin           | Itàlia          | 3:42.18 | +4.13  | Q     |
| 5    | 17     | Justyna Kowalczyk      | Polònia         | 3:43.35 | +5.30  | Q     |
| 6    | 21     | Virpi Kuitunen         | Finlàndia       | 3:43.72 | +5.67  | Q     |
| 7    | 7      | Katja Visnar           | Eslovènia       | 3:44.10 | +6.05  | Q     |
| 8    | 13     | Celine Brun-Lie        | Noruega         | 3:44.71 | +6.66  | Q     |
| 9    | 22     | Nicole Fessel          | Alemanya        | 3:44.79 | +6.74  | Q     |
| 10   | 24     | Kikkan Randall         | Estats Units    | 3:44.97 | +6.92  | Q     |
| 11   | 25     | Astrid Jacobsen        | Noruega         | 3:45.01 | +6.96  | Q     |
| 12   | 1      | Katerina Smutna        | Àustria         | 3:45.03 | +6.98  | Q     |
| 13   | 8      | Magdalena Pajala       | Suècia          | 3:45.50 | +7.45  | Q     |
| 14   | 5      | Natalya Korostelyova   | Rússia          | 3:45.56 | +7.51  | Q     |
| 15   | 20     | Pirjo Muranen          | Finlàndia       | 3:46.04 | +7.99  | Q     |
| 16   | 6      | Alena Procházková      | Eslovàquia      | 3:46.16 | +8.11  | Q     |
| 17   | 27     | Daria Gaiazova         | Canadà          | 3:46.97 | +8.92  | Q     |
| 18   | 47     | Chandra Crawford       | Canadà          | 3:47.25 | +9.20  | Q     |
| 19   | 3      | Petra Majdič           | Eslovènia       | 3:47.84 | +9.79  | Q     |
| 20   | 10     | Kirsi Perälä           | Finlàndia       | 3:48.08 | +10.03 | Q     |
| 21   | 4      | Vesna Fabjan           | Eslovènia       | 3:48.40 | +10.35 | Q     |
| 22   | 26     | Madoka Natsumi         | Japó            | 3:48.48 | +10.43 | Q     |
| 23   | 31     | Aurore Cuinet          | França          | 3:48.52 | +10.47 | Q     |
| 24   | 38     | Katrin Zeller          | Alemanya        | 3:48.63 | +10.58 | Q     |
| 25   | 19     | Ida Ingemarsdotter     | Suècia          | 3:49.11 | +11.06 | Q     |
| 26   | 16     | Ievguénia Xapovàlova   | Rússia          | 3:49.52 | +11.47 | Q     |
| 27   | 14     | Hanna Falk             | Suècia          | 3:49.94 | +11.89 | Q     |
| 28   | 30     | Maiken Caspersen Falla | Noruega         | 3:50.23 | +12.18 | Q     |
| 29   | 33     | Hanna Kolb             | Alemanya        | 3:50.29 | +12.24 | Q     |
| 30   | 40     | Doris Trachsel         | Suïssa          | 3:50.85 | +12.80 | Q     |
| 31   | 28     | Kaija Udras            | Estònia         | 3:51.05 | +13.00 |       |
| 32   | 15     | Oxana Jatskaja         | Kazakhstan      | 3:51.27 | +13.22 |       |
| 33   | 37     | Eva Nývltová           | Txèquia         | 3:51.37 | +13.32 |       |
| 34   | 43     | Sara Renner            | Canadà          | 3:51.79 | +13.74 |       |
| 35   | 9      | Elena Turysheva        | Rússia          | 3:51.99 | +13.94 |       |
| 36   | 35     | Elena Kolomina         | Kazakhstan      | 3:52.12 | +14.07 |       |
| 37   | 34     | Triin Ojaste           | Estònia         | 3:52.31 | +14.26 |       |
| 38   | 50     | Holly Brooks           | Estats Units    | 3:52.51 | +14.46 |       |
| 39   | 29     | Karin Moroder          | Itàlia          | 3:53.74 | +15.69 |       |
| 40   | 11     | Olga Rocheva           | Rússia          | 3:53.87 | +15.82 |       |
| 41   | 39     | Perianne Jones         | Canadà          | 3:54.27 | +16.22 |       |
| 42   | 45     | Nastassia Dubarezava   | Belarús         | 3:56.87 | +18.82 |       |
| 43   | 32     | Elisa Brocard          | Itàlia          | 3:58.27 | +20.22 |       |
| 44   | 52     | Monika Gyorgy          | Romania         | 3:58.32 | +20.27 |       |
| 45   | 46     | Elena Antonova         | Kazakhstan      | 4:01.35 | +23.30 |       |
| 46   | 36     | Olga Vasiljonok        | Belarús         | 4:01.73 | +23.68 |       |
| 47   | 49     | Katherine Calder       | Nova Zelanda    | 4:03.11 | +25.06 |       |
| 48   | 48     | Marina Matrossova      | Kazakhstan      | 4:03.14 | +25.09 |       |
| 49   | 41     | Irina Terentjeva       | Lituània        | 4:04.47 | +26.42 |       |
| 50   | 44     | Esther Bottomley       | Austràlia       | 4:05.12 | +27.07 |       |
| 51   | 42     | Man Dandan             | R.P. de la Xina | 4:08.55 | +30.50 |       |
| 52   | 51     | Nina Broznić           | Croàcia         | 4:15.31 | +37.26 |       |
| 53   | 53     | Kelime Çetinkaya       | Turquia         | 4:22.32 | +44.27 |       |
| 54   | 54     | Olga Reshetkova        | Kirguizstan     | 4:32.96 | +54.91 |       |

### Quarts de final
Es classifiquen els dos millors temps de cada mànega i els dos següents millors temps.
Mànega 1
| Pos. | Dorsal | Nom             | CON          | Temps  | Dif. | Notes |
| ---- | ------ | --------------- | ------------ | ------ | ---- | ----- |
| 1    | 1      | Marit Bjørgen   | Noruega      | 3:35.4 | +0.0 | Q     |
| 2    | 11     | Astrid Jacobsen | Noruega      | 3:39.0 | +3.6 | Q     |
| 3    | 10     | Kikkan Randall  | Estats Units | 3:39.4 | +4.0 | q     |
| 4    | 20     | Kirsi Perälä    | Finlàndia    | 3:39.7 | +4.3 |       |
| 5    | 21     | Vesna Fabjan    | Eslovènia    | 3:43.7 | +8.3 |       |
| 6    | 30     | Doris Trachsel  | Suïssa       | 3:44.7 | +9.3 |       |

Mànega 2
| Pos. | Dorsal | Nom                  | CON       | Temps  | Dif.  | Notes |
| ---- | ------ | -------------------- | --------- | ------ | ----- | ----- |
| 1    | 4      | Magda Genuin         | Itàlia    | 3:41.9 | +0.0  | Q     |
| 2    | 14     | Natalya Korostelyova | Rússia    | 3:42.9 | +1.0  | Q     |
| 3    | 24     | Katrin Zeller        | Alemanya  | 3:43.0 | +1.1  |       |
| 4    | 7      | Katja Visnar         | Eslovènia | 3:43.5 | +1.6  |       |
| 5    | 17     | Daria Gaiazova       | Canadà    | 3:44.4 | +2.5  |       |
| 6    | 27     | Hanna Falk           | Suècia    | 4:22.5 | +40.6 |       |

Mànega 3
| Pos. | Dorsal | Nom                  | CON        | Temps  | Dif. | Notes |
| ---- | ------ | -------------------- | ---------- | ------ | ---- | ----- |
| 1    | 5      | Justyna Kowalczyk    | Polònia    | 3:38.8 | +0.0 | Q     |
| 2    | 6      | Virpi Kuitunen       | Finlàndia  | 3:39.9 | +1.1 | Q     |
| 3    | 25     | Ida Ingemarsdotter   | Suècia     | 3:40.0 | +1.2 |       |
| 4    | 16     | Alena Procházková    | Eslovàquia | 3:40.1 | +1.3 |       |
| 5    | 15     | Pirjo Muranen        | Finlàndia  | 3:41.7 | +2.9 |       |
| 6    | 26     | Ievguénia Xapovàlova | Rússia     | 3:43.2 | +4.4 |       |

Mànega 4
| Pos. | Dorsal | Nom                 | CON       | Temps  | Dif.    | Notes |
| Rank | Seed   | Athlete             | Country   | Time   | Deficit | Note  |
| ---- | ------ | ------------------- | --------- | ------ | ------- | ----- |
| 1    | 19     | Petra Majdič        | Eslovènia | 3:40.2 | +0.0    | Q     |
| 2    | 12     | Katerina Smutna     | Àustria   | 3:40.5 | +0.3    | Q     |
| 3    | 2      | Aino-Kaisa Saarinen | Finlàndia | 3:40.7 | +0.5    |       |
| 4    | 9      | Nicole Fessel       | Alemanya  | 3:41.2 | +1.0    |       |
| 5    | 29     | Hanna Kolb          | Alemanya  | 3:41.6 | +1.4    |       |
| 6    | 22     | Madoka Natsumi      | Japó      | 3:42.6 | +2.4    |       |

Mànega 5
| Pos. | Dorsal | Nom                    | CON     | Temps  | Dif.  | Notes |
| ---- | ------ | ---------------------- | ------- | ------ | ----- | ----- |
| 1    | 3      | Anna Olsson            | Suècia  | 3:36.5 | +0.0  | Q     |
| 2    | 13     | Magdalena Pajala       | Suècia  | 3:37.7 | +1.2  | Q     |
| 3    | 8      | Celine Brun-Lie        | Noruega | 3:39.7 | +3.2  | q     |
| 4    | 28     | Maiken Caspersen Falla | Noruega | 3:41.6 | +5.1  |       |
| 5    | 23     | Aurore Cuinet          | França  | 3:48.7 | +12.2 |       |
| 6    | 18     | Chandra Crawford       | Canadà  | 3:50.0 | +13.5 |       |

### Semifinals
Es classifiquen els dos millors temps de cada semifinal i els dos següents millors temps.
Mànega 1
| Pos. | Dorsal | Nom                  | CON          | Temps  | Dif. | Notes |
| ---- | ------ | -------------------- | ------------ | ------ | ---- | ----- |
| 1    | 1      | Marit Bjørgen        | Noruega      | 3:39.3 | +0.0 | Q     |
| 2    | 4      | Magda Genuin         | Itàlia       | 3:42.2 | +2.9 | Q     |
| 3    | 11     | Astrid Jacobsen      | Noruega      | 3:44.2 | +4.9 |       |
| 4    | 10     | Kikkan Randall       | Estats Units | 3:45.9 | +6.6 |       |
| 5    | 6      | Virpi Kuitunen       | Finlàndia    | 3:46.4 | +7.1 |       |
| 6    | 14     | Natalya Korostelyova | Rússia       | 3:48.1 | +8.8 |       |

Mànega 2
| Pos. | Dorsal | Nom               | CON       | Temps  | Dif. | Notes |
| ---- | ------ | ----------------- | --------- | ------ | ---- | ----- |
| 1    | 5      | Justyna Kowalczyk | Polònia   | 3:38.0 | +0.0 | Q     |
| 2    | 3      | Anna Olsson       | Suècia    | 3:38.7 | +0.7 | Q     |
| 3    | 8      | Celine Brun-Lie   | Noruega   | 3:40.1 | +2.1 | q     |
| 4    | 19     | Petra Majdič      | Eslovènia | 3:41.2 | +3.2 | q     |
| 5    | 13     | Magdalena Pajala  | Suècia    | 3:45.0 | +7.0 |       |
| 6    | 12     | Katerina Smutna   | Àustria   | 3:45.1 | +7.1 |       |

### Final
| Pos. | Dorsal | Nom               | CON       | Temps  | Dif.  |
| ---- | ------ | ----------------- | --------- | ------ | ----- |
| 1    | 1      | Marit Bjørgen     | Noruega   | 3:39.2 | +0.0  |
| 2    | 5      | Justyna Kowalczyk | Polònia   | 3:40.3 | +1.1  |
| 3    | 19     | Petra Majdič      | Eslovènia | 3:41.0 | +1.8  |
| 4    | 3      | Anna Olsson       | Suècia    | 3:41.7 | +2.5  |
| 5    | 4      | Magda Genuin      | Itàlia    | 3:49.1 | +9.9  |
| 6    | 8      | Celine Brun-Lie   | Noruega   | 3:51.5 | +12.3 |